# Memoriale delle vittime del Comunismo e della Resistenza
Il Memoriale delle vittime del Comunismo e della Resistenza (in romeno Memorialul Victimelor Comunismului și al Rezistenței) si trova a Sighetu Marmației, nel distretto di Maramureș, nel nord della Romania. È composto dal Museo Sighet (spesso confuso con il memoriale), situato nell'ex-prigione politica di Sighet, e il Centro Internazionale di Studi sul Comunismo. Il Memoriale, il più significativo memoriale della Romania post-comunista, ha come scopo la ricostruzione e la conservazione della memoria di alcuni Paesi, in particolare di quella rumena, sottoposti per mezzo secolo a dittature comuniste.

## Storia dell'edificio del carcere di Sighet
Il carcere di Sighet è stato costruito dall'amministrazione ungherese nel 1897 come prigione per i delitti comuni. Dopo il 1945 a Sighet cominciarono ad essere rimpatriati gli ex-prigionieri e gli ex-deportati dall'Unione Sovietica. Nell'agosto del 1948 diventò luogo di detenzione per un gruppi di studenti, allievi e contadini del Maramureș, dei quali una parte tutt'oggi vive ancora a Sighet.
Nei giorni 5 e 6 di maggio del 1950 furono portati al penitenziario di Sighet più di cento dignitari di tutto il Paese (ex-ministri, accademici, economisti, militari, storici, giornalisti, politici), alcuni dei quali condannati a pene pesanti, altri neppure giudicati. La maggior parte di loro aveva più di 60 anni. Nell'ottobre-novembre 1950 furono trasportati a Sighet anche una cinquantina di vescovi e preti greco-cattolici e romano-cattolici.
Il penitenziario era considerato una unità di lavoro speciale, conosciuta con il nome di colonia Danubio; in realtà, si trattava di un luogo di sterminio per l'alta società del Paese e allo stesso tempo un luogo sicuro, da dove non si poteva fuggire, essendo la frontiera con l'Unione Sovietica situata a meno di 2 chilometri.
I prigionieri erano tenuti in condizioni insalubri, nutriti miserabilmente, ed era impedito loro di sdraiarsi di giorno sui letti delle piccole celle prive di riscaldamento. Era vietato persino guardare fuori dalle finestre; in un secondo tempo, alle finestre furono fissate serrande, per poter limitare la visuale al solo cielo. Coloro che si ribellavano alle dure regole venivano puniti con l'isolamento nella nera e nella nebbiosa, celle senza luce in cui i prigionieri venivano legati con catene e costretti a restare in piedi per ore.
Tra il 1950 e il 1955 non furono emessi certificati di morte e alle famiglie del defunto non veniva notificato il decesso.
Nel 1955, come conseguenza degli accordi sul Convenzione di Ginevra e dell'ingresso della Romania comunista nell'ONU, venne concessa una grazia. Una parte dei detenuti politici delle prigioni romene furono liberati, un'altra parte trasferiti in altri luoghi, a volte condannati agli arresti domiciliari. A Sighet, degli iniziali 200 detenuti ben 54 erano però già morti. Sighet ridiventò un carcere normale; tuttavia, anche negli anni seguenti vi apparvero detenuti politici, spesso di passaggio nell'ospedale psichiatrico della città.
Nel 1977 la prigione venne abbandonata. Nel 1995 la Fondazione Accademia Civica si prese in carico la ristrutturazione delle rovine dell'ex-carcere, in vista della sua trasformazioni in memoriale.

## Storia del Museo Memoriale
Il 21 aprile 1994, l'autrice del progetto, Ana Blandiana, ed altre 175 personalità crearono la Fondazione Accademia Civica, con lo scopo generale dell'educazione civica e con obiettivo immediato la creazione del Memoriale. A Bucarest, già dal 1993 il centro studi guidato da Romulus Rusan aveva iniziato la creazione di una banca dati per la creazione del museo: foto, atti, oggetti, lettere, collezioni di giornali, libri, manuali, album e registrazioni audio; inoltre, si era occupato dell'organizzazione di laboratori, seminari, simposi, incontri tra le vittime del comunismo e storici rumeni e stranieri, pubblicazione di libri comprendenti testimonianze, studi, statistiche e documenti riguardanti la resistenza anticomunista e la sua repressione.
Il progetto di riabilitazione dell'edificio fu appaltato all'impresa UMROL di Cluj Napoca, e l'esecuzione realizzata dalla ditta Stelid di Baia Mare. I lavori durarono fino al 2000: poiché l'edificio, vecchio di un secolo, era rovinato e pieno d'umidità, si dovette procedere al rifacimento delle fondazioni, all'isolamento del tetto e delle pareti interne, che vennero imbiancate. Ogni cella divenne una sala del museo, in cui vennero collocati, prima in forma provvisoria e poi definitiva, seguendo un ordine cronologico, oggetti, foto e documenti. In uno dei cortili interni dell'ex-carcere, venne costruito nel 1997 uno Spazio di Raccoglimento e Preghiera, secondo il progetto dell'architetto Radu Mihailescu, che unisce lo stile antico (la suggestione della tholos greca e della catacomba cristiana) con una visione moderna. Sulle pareti del corridoio di discesa allo spazio sotterraneo sono stati incisi i nomi di quasi ottomila morti nelle carceri, nei campi e nei luoghi di deportazione in Romania. Nell'anno 2000 è stato aggiunto alla costruzione antica un nuovo modulo, comprendente una moderna sala per conferenze.

## Opere d'arte

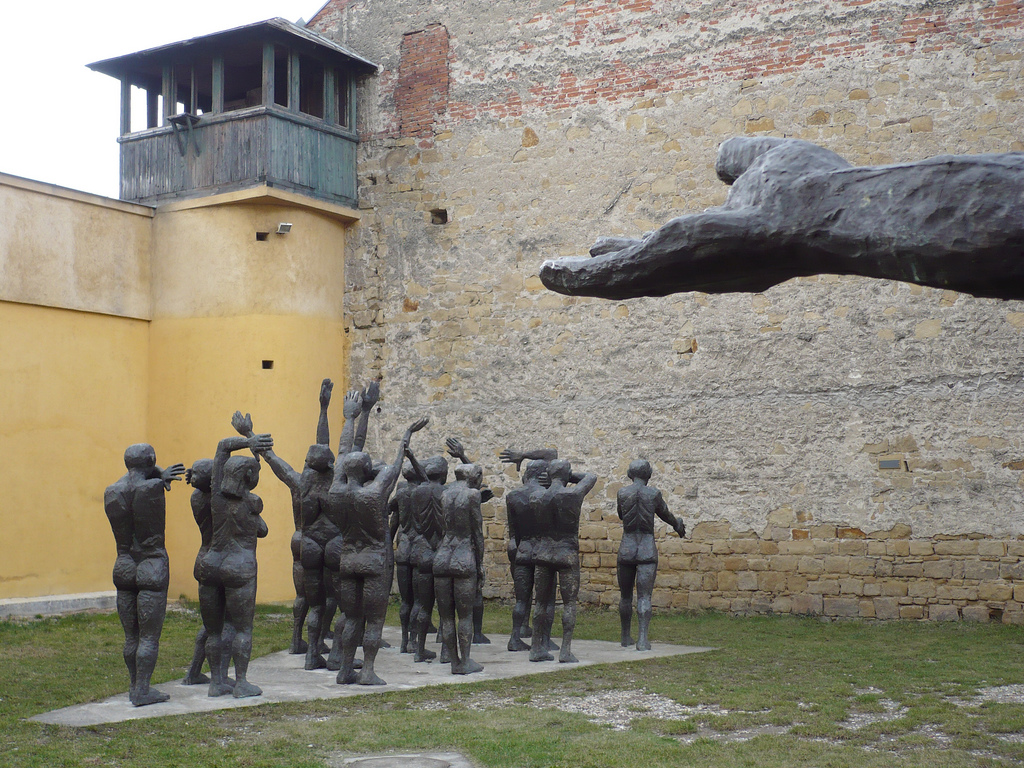
Il cortile dei sacrificati

Alcune opere d'arte plastica di grande valore completano il profilo del Memoriale, offrendogli una personalità speciale tra i musei storici. I lavori, donati dagli autori, impressionano attraverso la simbologia dell'accettazione del sacrificio che li caratterizza: la tappezzeria "Libertà, ti amiamo", di Serbana Dragoescu; il dipinto "Resurrezione", di Cristian Paraschiv; la scultura in bronzo "Mar Nero", dedicata da Ovidiu Maitec allo storico Gheorghe I. Bratianu; le due sculture "Omaggio al detenuto politico", di Camilian Demetrescu.
Risalta per la sua ampiezza artistica, divenendo uno degli emblemi del museo, il gruppo statuario "Il cortile dei sacrificati" (Cortegiul Sacrificaților), realizzato in bronzo nel 1998 dallo scultore Aurel I. Vlad. Si tratta di 18 profili umani che vanno verso un muro che li rinchiude all'orizzonte, così come il comunismo aveva rinchiuso le vite di milioni di uomini.

## Il Cimitero dei Poveri
Un'ulteriore parte del Memoriale è il Cimitero dei Poveri, situato a 2,5 km di distanza, fuori dal centro della città. Secondo alcune fonti, vi sono stati seppelliti in segreto i 54 detenuti morti nella prigione politica; le fosse non sono però state identificate, tra le migliaia di tombe preesistenti e seguenti. Sulla superficie del cimitero è stato disegnato il contorno del paese, all'esterno del quale sono stati piantati alberi che, crescendo, formano un anfiteatro vegetale intorno alla radura centrale: la patria tiene i suoi martiri nelle braccia e li piange attraverso le generazioni ripetute della vegetazione.